# Флаг Карталинского района
Флаг Картали́нского муниципального района — официальный символ Карталинского муниципального района Челябинской области Российской Федерации.
Флаг учреждён 28 ноября 2002 года и внесён в Государственный геральдический регистр Российской Федерации под номером 1151 как флаг муниципального образования «город Карталы и Карталинский район». После муниципальной реформы стал флагом Карталинского муниципального района.

## Описание
«Флаг муниципального образования „город Карталы и Карталинский район“ представляет собой прямоугольное жёлтое полотнище с соотношением ширины к длине 2:3, несущее в центре изображение фигур из герба района: венок, образованный четырьмя чёрными с зелёными листьями ветвями ивы, и посреди венка — чёрное колесо; вдоль узких сторон — зелёные полосы, каждая в 1/5 флага».

## Обоснование символики
Современный центр района — город Карталы, возникший в 1810 году как поселение на реке Карталы-Аят (левый приток Тобола), своё экономическое развитие получил в связи с вступившей в строй, перед началом Великой Отечественной войны (1941—1945 гг.), железной дороги Акмолинск—Карталы.
Сегодня Карталинский район — это крупный железнодорожный перекрёсток дорог со Среднего Урала в Оренбуржье и из центра России в Казахстан, что показано на флаге четырьмя ветвями ивы, выходящими из углов жёлтой полосы и образующими кольцо из железных дорог, находящееся в черте города.
Именно эта особенность — Карталы город железнодорожников — взята за основу флага муниципального образования «город Карталы и Карталинский район», что дополнено на флаге колесом — символом вечного движения и развития. Колесо аллегорически показывает ритм движения поездов, определивших судьбу города и района.
Вместе с тем ветви ивы говорят и о названии города и района: карталы в переводе с тюркского — «чёрная ива», делая тем самым флаг гласным, что в вексиллологии считается одним из классических приёмов создания флага.
Чёрный цвет символизирует мудрость, скромность, честность и вечность бытия.
Лист — символ плодородия, роста, обновления; листья ивы отводят дурные воздействия, а сложенные в венок — символизируют успех, вознаграждение, достоинство.
Зелёный цвет — цвет природы — символизирует процветание, стабильность.
Жёлтый цвет (золото) символизирует богатство, справедливость, уважение, великодушие.